# Phare de Little Cayman (East End)
Le phare de Little Cayman (est) (en anglais : Little Cayman East Point Lighthouse) est un phare actif situé à l'extrémité est de l'île Little Cayman aux Îles Caïmans, en mer des Caraïbes

## Description
Ce phare est un pylone blanc, avec une galerie balise de 6 m de haut. Il émet, à une hauteur focale de 11 m, deux éclats blancs par période de 15 secondes. Sa portée est de 10 milles nautiques (environ 19 km).
Identifiant :Amirauté : J5237 - NGA : 110-13740.
|               |
| Little Cayman |

### Lien connexe
- Liste des phares des îles Caïmans